# Akkorokamui

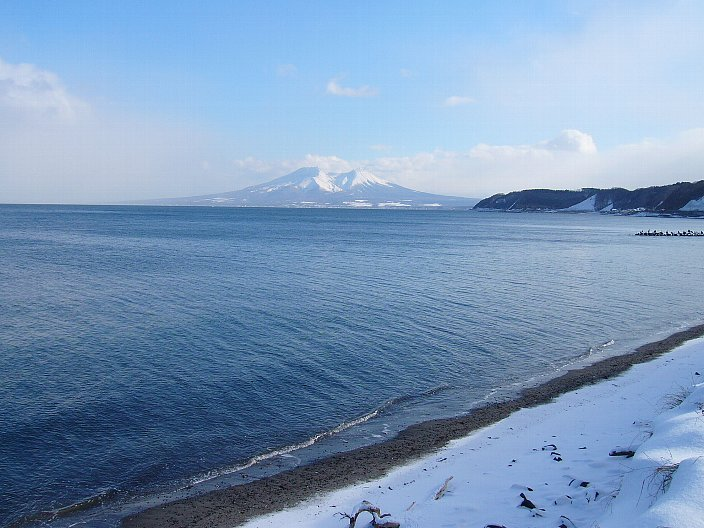
Vịnh Uchiura và Núi Komagatake gần thị trấn Yakumo, Hokkaidoaidō, nhìn về phía đông nam

Akkorokamui (アッコロカムイ hoặc あっころかむい At-kor-kamuy) là một con quái vật khổng lồ giống bạch tuộc từ văn hóa dân gian Ainu, được cho là ẩn nấp trong Funka Bay (Uchiura Bay) ở Hokkaido. Người ta nói rằng cơ thể khổng lồ của nó có thể đạt kích thước dài tới 33 mét (108 foot).

## Trong Thần đạo
Sự tôn kính Ainu của con quái vật này đã thấm vào Thần đạo, nơi đã kết hợp Akkorokamui như một kami nhỏ. Thực hành tự thanh lọc cho Akkorokamui thường được tuân thủ nghiêm ngặt. Trong khi Akkorokamui thường được trình bày như một kami nhân từ với khả năng chữa lành và ban phát kiến thức, nó hay thay đổi và có thiên hướng gây hại. Bản chất của Akkorokamui như một con bạch tuộc có nghĩa là nó dai dẳng và gần như không thể thoát khỏi sự nắm bắt của nó mà không được phép.
Akkorokamui thích biển và các dịch vụ phản ánh điều này: cá, cua, động vật thân mềm, và những thứ tương tự là những món yêu thích đặc biệt của Akkorokamui, mang lại những gì nó đã cho. Sự tôn kính đối với Akkorokamui thường dành cho các bệnh về tay chân hoặc da, nhưng thanh lọc tinh thần và giải phóng tâm linh là đặc biệt quan trọng.
Akkorokamui được mô tả đặc trưng với khả năng tự cắt cụt, giống như một số loài bạch tuộc và tái tạo chân tay. Đặc điểm này thể hiện trong niềm tin vào Thần đạo rằng Akkorokamui có khả năng chữa bệnh. Do đó, những người theo đạo tin rằng việc cúng dường cho Akkorokamui sẽ chữa lành các bệnh về cơ thể, đặc biệt là dị tật và chân tay bị gãy.
Các đền thờ để cống hiến cho Akkorokamui và vị thần bạch tuộc liên quan được tìm thấy trên khắp Nhật Bản.